# Viena
För den militära expeditionen, se Vienaexpeditionen.
Viena (tidigare Conan Doyle) var en finländsk hjälpkanonbåt som tjänstgjorde under det andra världskriget. 
Viena var ursprungligen en trålare som byggts av Nordström Oy år 1915, men den utrustades till hjälpkanonbåt år 1942. Viena ägdes av Suomen Kalastus Oy. Den var utrustad med en sovjetisk 130 mm kanon, som man erhållit som krigsbyte från Hangö, samt med luftvärn. Det första större slaget som Viena deltog i var slaget vid Viborgska viken, där hon skadades svårt. Viena reparerades och återställdes till sitt ursprungliga skick efter kriget. Man tog också över hjälpkanonbåten Aunus från Nordström Oy.